# NGC 620
NGC 620 (другие обозначения — UGC 1150, MCG +07-04-006, PGC 5990) — спиральная галактика, расположенная в созвездии Андромеды.    
Описание Дрейера: «очень тусклый, очень маленький объект круглой формы, немного более яркий в середине». Этот объект входит в число перечисленных в оригинальной редакции «Нового общего каталога». Учитывая ее звездную величину B, равную 13,9, NGC 620 видна с помощью телескопа с апертурой 14 дюймов (350 мм) или более
Открыта в 1871 году Эдуардом Стефаном. Галактика имеет спиралевидную форму. 
Удаленность от Млечного Пути — примерно 123 миллиона световых лет 

## См.также
- Список объектов Мессье
- Новый общий каталог